# Assif Tsahar

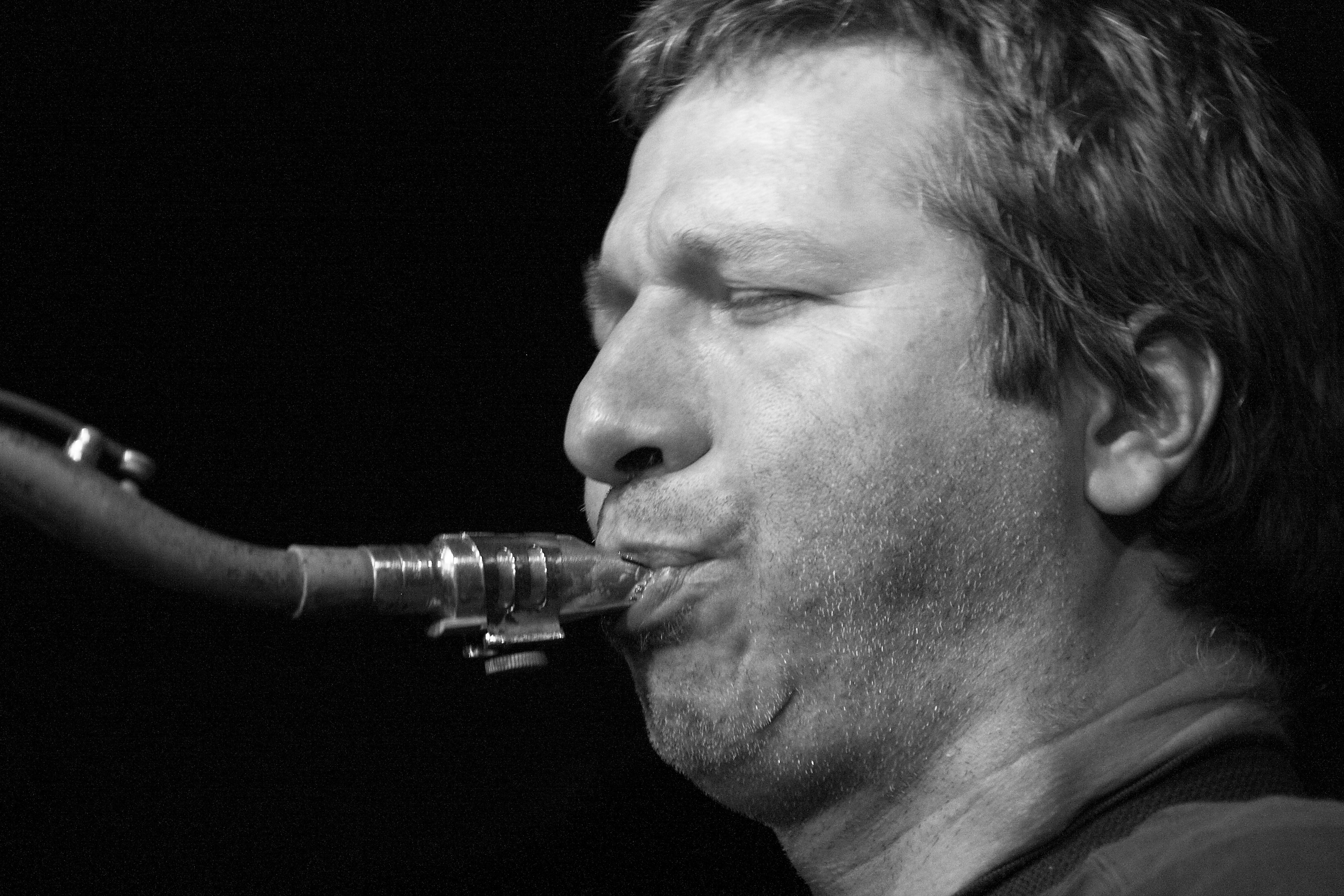
Assif Tsahar im club W71, 2012

Assif Tsahar (* 11. Juni 1969 in Tel Aviv) ist ein israelischer Jazzmusiker.
Tsahar, der in Tel Aviv aufwuchs, begann im Alter von vierzehn Jahren Gitarre zu spielen und wechselte siebzehnjährig zum Saxophon, später kam noch die Bassklarinette dazu. 1990 kam er nach New York, wo er bald zur musikalischen Szene um Cecil Taylor, Butch Morris, William Parker und Susie Ibarra gehörte.
Mit Patricia Parker, der Frau von William Parker, gründete er das alternative Vision Festival, 1999 außerdem das Plattenlabel Hopscotch Records. Neben der Arbeit im Trio mit William Parker und Susie Ibarra bildete er ein Trio mit Peter Kowald und Rashied Ali. Daneben trat er in Gruppen von Cecil Taylor und Butch Morris auf und arbeitete u. a. mit Gunda Gottschalk, Umberto Petrin, Ken Vandermark und Kent Kessler. Auf einer Europatournee 2003 war er mit Mat Maneri und Jim Black zu hören.

## Diskographie
- Shekhina mit Susie Ibarra, William Parker, 1996
- Ein Sof 1998
- The Hollow World [live] mit Susie Ibarra, William Parker, 1999
- Cries of Disillusion 2001
- Ayn Le-Any 2002
- Embracing The Void mit Tom Abbs, Andrew Barker, Alex Harding, Ori Kaplan, Reut Regev, Aaron Stewart, Steve Swell, Craig Taborn, 2002
- Live at the Fundacio Juan Miro mit Peter Kowald, Sunny Murray, 2002
- The Labyrinth mit Jean Cook, Stephanie Griffin, Matt Lavelle, Okkyung Lee, Tatsuya Nakatani, Oscar Noriega, Jessica Pavone, Reut Regev, Charles Waters, Nate Wooley, 2002
- Come Sunday mit Tatsuya Nakatani, 2003
- Jam mit Jim Black, Mat Maneri, 2003
- Fragments mit Jana Andevska, Jecca Barry, Mary Halvorson, Samuel Hoyt, Tatsuya Nakatani, Tom Nicholson, Leah Paul, Jessica Pavone, Philippa Thompson, Charles Waters, Nate Wooley, 2005
- Lost Brother mit Hamid Drake 2006
- Solitude mit Jean Cook, Katt Hernandez, Tatsuya Nakatani, 2006
- Digital Primitives – Hum Crackle & Pop (Hopscotch Records, 2009), mit Cooper-Moore & Chad Taylor
- Assif Tsahar / William Parker / Hamid Drake: In Between the Tumbling a Stillness (Hopscotch Records, 2018)
- Igor Krutogolov / Assif Tsahar / Haggai Fershtman: Cold Exhaust (Auris 2020)